# Rio Saliceto
Rio Saliceto is een gemeente in de Italiaanse provincie Reggio Emilia (regio Emilia-Romagna) en telt 5785 inwoners (31-12-2007). De oppervlakte bedraagt 22,5 km², de bevolkingsdichtheid is 257 inwoners per km².
De volgende frazioni maken deel uit van de gemeente: Commenda, Osteriola, Ponte Vettigano, San Lodovico.

## Demografie
Rio Saliceto telt ongeveer 2115 huishoudens. Het aantal inwoners steeg in de periode 1991-2001 met 20,9% volgens cijfers uit de tienjaarlijkse volkstellingen van ISTAT.
| Jaar | Inwoneraantal |
| ---- | ------------- |
| 1991 | 4349          |
| 2001 | 5258          |

## Geografie
Rio Saliceto grenst aan de volgende gemeenten: Campagnola Emilia, Carpi (MO), Correggio, Fabbrico.

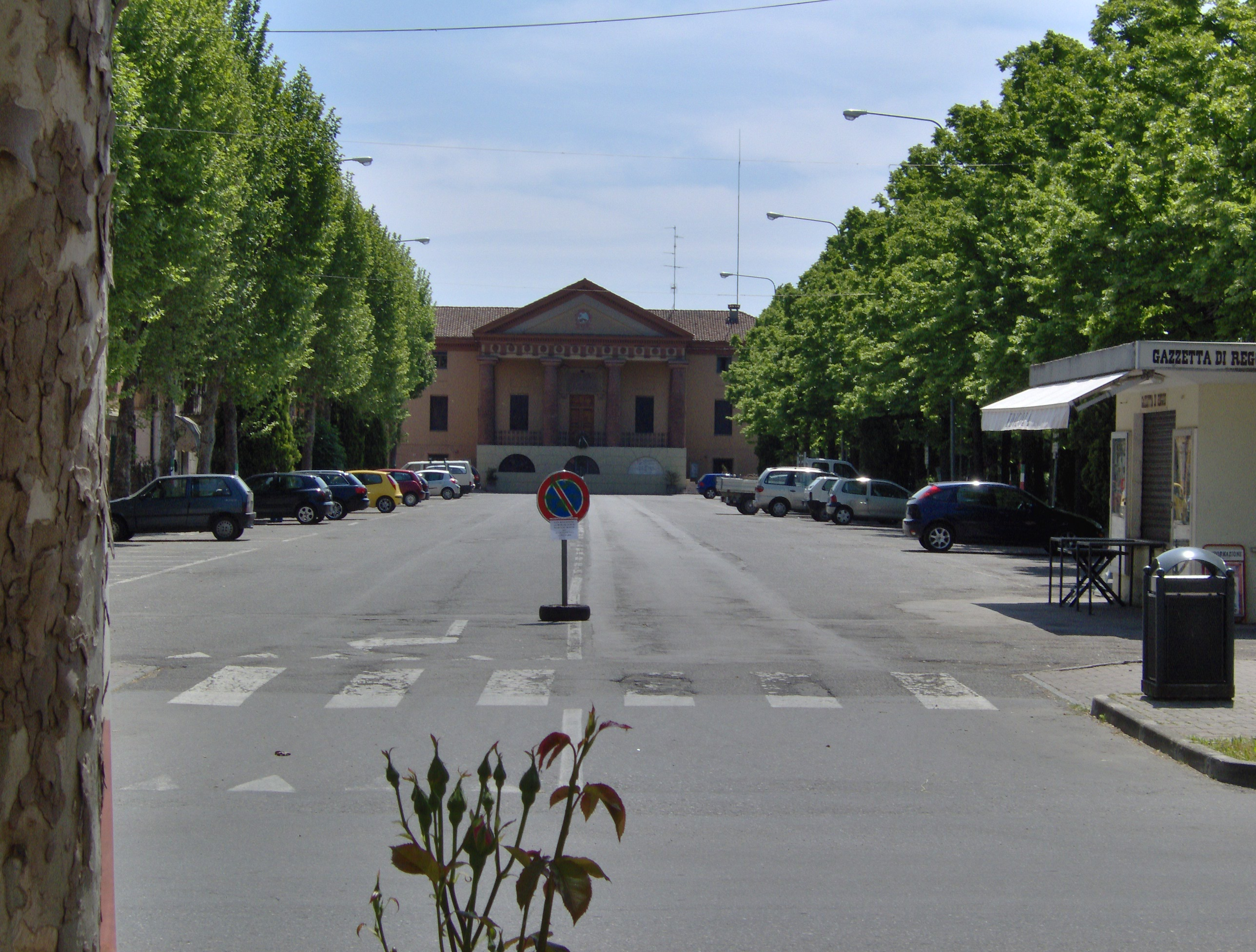
Het gemeentehuis van Rio Saliceto

Albinea · Bagnolo in Piano · Baiso · Bibbiano · Boretto · Brescello · Busana · Cadelbosco di Sopra · Campagnola Emilia · Campegine · Canossa · Carpineti · Casalgrande · Casina · Castellarano · Castelnovo di Sotto · Castelnovo ne' Monti · Cavriago · Collagna · Correggio · Fabbrico · Gattatico · Gualtieri · Guastalla · Ligonchio · Luzzara · Montecchio Emilia · Novellara · Poviglio · Quattro Castella · Ramiseto · Reggio Emilia  · Reggiolo · Rio Saliceto · Rolo · Rubiera · San Martino in Rio · San Polo d'Enza · Sant'Ilario d'Enza · Scandiano · Toano · Ventasso · Vetto · Vezzano sul Crostolo · Viano · Villa Minozzo
- Virtual International Authority File: 136869475

1. ↑  https://demo.istat.it/?l=it.